# Kanton Castres-Est
Kanton Castres-Est is een voormalig kanton van het Franse departement Tarn. Kanton Castres-Est maakte deel uit van het arrondissement Castres. Het werd opgeheven bij decreet van 17 februari 2014 met uitwerking op 22 maart 2015.

## Gemeenten
Het kanton Castres-Est omvatte enkel een deel van de  gemeente Castres.